# 波迪爾-維胡里夫希納綫
波迪爾-維胡里夫希納綫（羅馬化：Podilsko-Vyhurivska liniia），又稱為4號綫，是烏克蘭基輔地鐵建築中的第4條路線，地圖中以橙色標示。計劃中包括22個車站，總長度大約31公里。該線路旨在連接城市中心區與處於聶伯河左岸（即城市東部）交通不方便的維胡里夫希納-特羅耶希納住宅區，另外舒緩首3條線中已經極為繁忙的轉乘站。和以前的路線規劃相似，4號線會分階段建築啟用，第一階段計劃于2017年竣工，整個系統預計于2030年完全落成。
整條4號線大致可分為兩段，第一段是共3站的深層地底線，從1號線的基輔客運站連接到霍罗德尼亚站（Глибочицька）站与3號線的盧基揚尼夫卡站交匯。第二段向東繼續伸延到波迪爾區，與2號線的塔拉斯·谢甫琴科站交匯，然後爬出地面與公路並行共用新建的橋樑跨過第聶伯河，中途在特魯哈尼夫島設站，抵達基輔市東北部的傑斯納區，這一段的車站主要為淺層或架空。

## 外部連結
基輔地鐵官網──未来前瞻 （页面存档备份，存于）（乌克兰語）